# Mitrídates V do Ponto
Mitrídates V ou Mitrídates Evérgeta (grego antigo: Μιθριδάτης ὁ Eὐεργέτης, que significa "Mithridates o Benfeitor") foi um rei do Reino do Ponto de 150 a.C. a 120 a.C..

## Nome
Mitridates (Μιθριδάτης, Mithridátēs), Mitradates (Μιθραδάτης, Mithradátēs), Meredates (Μερεδατης, Meredatēs), Meerdates (Meherdates) são as variantes gregas do persa antigo Mitradata (*Miθra-dāta-), "dado por Mitra". O nome foi registrado em parta (𐭌𐭕𐭓𐭃𐭕), persa médio e armênio (Միհրդատ) como Mirdate (Mihrdāt), em aramaico como Mitredate ("Mitredat", mtrdt) e em persa novo como Merdade (مهرداد, Mehrdâd).

## Vida
Ele era filho ou genro de Fárnaces I do Ponto. Mitrídates V foi um aliado dos romanos durante a guerra contra Aristônico, e recebeu, como prêmio, a Grande Frígia.
Mitrídates V Euergetes foi rei de 150 a 120 a.C. e desempenhou um papel significativo na expansão e fortalecimento de seu reino por meio de alianças estratégicas e promoção cultural. Dando continuidade às políticas pró-romanas de seus antecessores, ele apoiou a República Romana em conflitos importantes, fornecendo navios e forças auxiliares durante a Terceira Guerra Púnica (149–146 a.C.) e prestando assistência na guerra contra Eumenes III de Pérgamo (131–129 a.C.). Em reconhecimento a esses serviços, o cônsul romano Mânio Aquílio recompensou Mitrídates V com a província da Frígia. Entretanto, o Senado Romano posteriormente anulou essa concessão sob alegações de suborno, embora pareça que Mitrídates tenha mantido o controle da região até sua morte. Além de suas alianças políticas, Mitrídates V foi um grande benfeitor da cultura helenística, realizando generosas doações a cidades como Atenas e Delos, e demonstrando profunda veneração pelo deus grego Apolo.
Por volta de 120 a.C., ele foi assassinado durante um banquete em Sinope, possivelmente envenenado por indivíduos desconhecidos. Após sua morte, sua esposa, Laódice VI, assumiu a regência em nome de seu jovem filho, Mitrídates VI, que mais tarde se tornaria um dos mais renomados reis do Ponto.